# Björkhaga Hotell och Konferens
Björkhaga Hotell och Konferens, tidigare Björkhaga pensionat är ett hotell i Mullsjö.

## Historik
Sven Johan Svensson och hans hustru Johanna Axell uppförde 1907-1909 ett större och ett mindre bostadshus, där de flyttade in med de vuxna döttrarna Elin och Lisa. De båda döttrarna öppnade där 1910 Björkhaga Pensionat.
Gunhild Eriksson från Bottnaryd köpte Björkhaga 1949 och drev det till 1974. Hon lät helrenovera anläggningen 1949, med indraget vatten i rummen och utbyggnad av matsalen. 
Pensionatet köptes 1979 av Christer Pernstam (född 1944), vilken i början av 1980-talet satsade på ökad vinterturism i Mullsjö med anläggande av skidbacken Mullsjö Alpin i Knaggebo. Pensionatet byggdes ut från tio till 27 rum och med nytt kök och större matsal. Det bytte också namn till Björkhaga Hotell & Konferens.
Nuvarande (2024) ägare övertog hotellet 1996.